# Chroniqueur des Indes

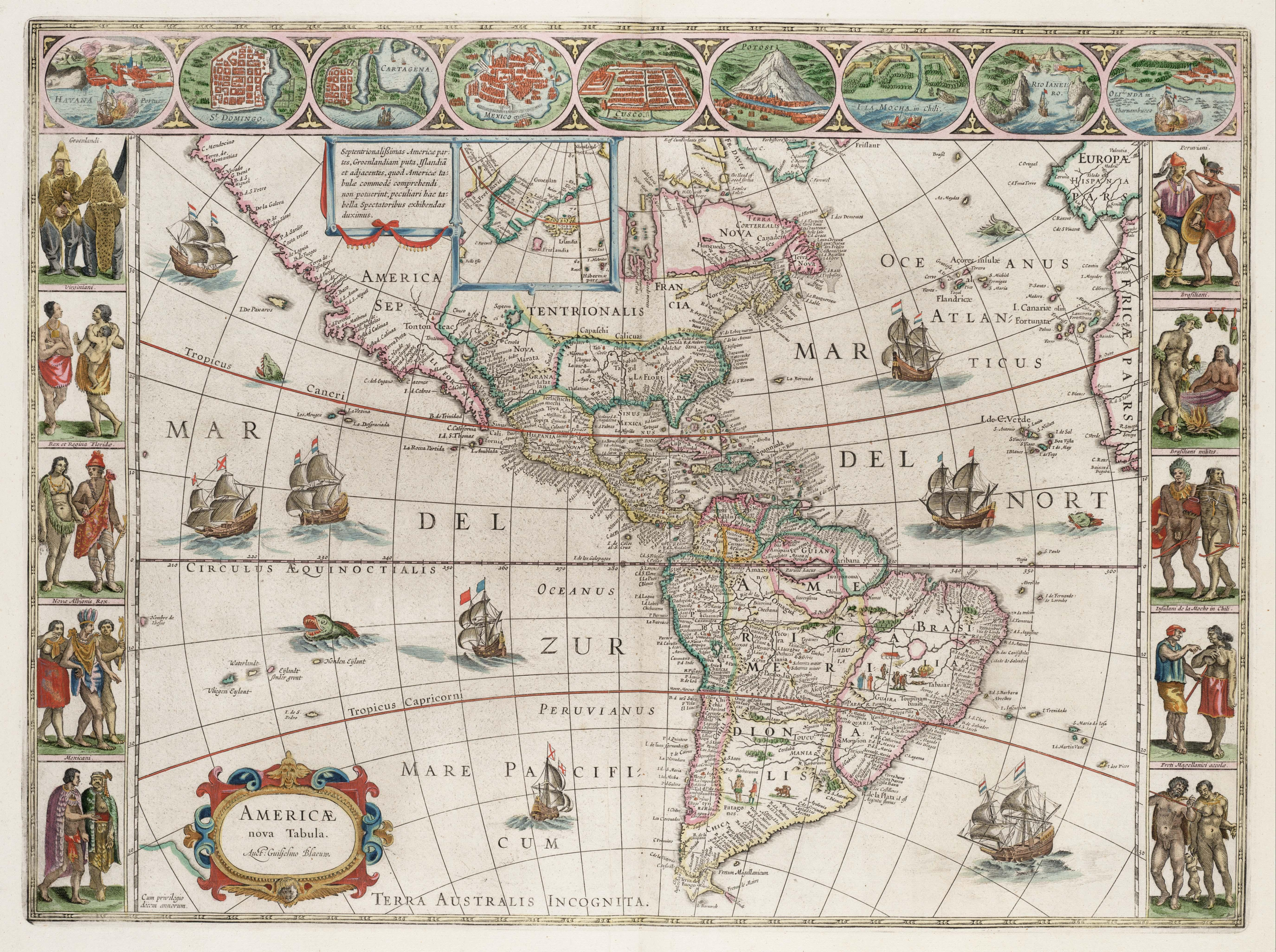
Americae nova tabula, Willem Blaeu, 1665.

Bien que habituellement on mentionne comme  « Chroniqueurs des Indes » tous ceux qui ont écrit sur les territoires de l’Empire espagnol, seuls ceux qui figurent dans la liste suivante portaient le titre officiel de « Grand Chroniqueur des Indes », octroyé par le roi d'Espagne. Certains auteurs suggèrent qu'il serait plus opportun de réserver à ces personnes le titre de « Chroniqueurs des Indes », les autres devant être appelés simplement « Historiens des Indes ».
La charge été instituée en 1571 par Philippe II. Elle était attribuée à vie, avec résidence à la cour et dépendit du Conseil des Indes jusqu’en 1744, date à laquelle Philippe a ordonné son transfert à l'Académie royale d'histoire, créée six ans plus tôt. Malgré cette disposition, Ferdinand VI et  Charles III ont désigné deux candidats pour occuper ce poste.

« Pour que la mémoire des événements mémorables et signalés, qui ont ou qui auront eu lieu dans nos Indes, soit conservée, le Grand Chroniqueur de celles-ci, qui doit assister à notre Cour, est chargé d'écrire en permanence l'histoire générale de toutes ses Provinces, ou celle des principales d'entre elles, aussi précisément et fidèlement que possible, en enquêtant sur les coutumes, les rites, les antiquités, les faits et les événements, qui s'y sont produits, avec leurs causes, leurs motivations et leurs circonstances, pour que du passé on puisse prendre exemple pour l'avenir, en tirant la vérité des relations et des rôles les plus authentiques et les plus vrais et des communications qui nous seront envoyées au sein de notre Conseil des Indes, où il présentera tout ce qui sera écrit et sera conservé dans les Archives et dont il ne pourra pas être publié, ni imprimé plus de ce qui conviendra aux membres dudit Conseil. »

— Lois des Indes, livre II, titre XII
| Date de nomination | Grands chroniqueurs des Indes                                                                  | Notes |
| ------------------ | ---------------------------------------------------------------------------------------------- | --- |
| 1571               | Juan López de Velasco                                                                          | |
| 1591               | Arias de Loyola                                                                                | Il fut admonesté pour sa faible productivité et finalement destitué. |
| 1595               | Pedro Ambrosio de Ondériz                                                                      | |
| 1596               | Antonio de Herrera y Tordesillas                                                               | Le plus prolifique. |
| 1625               | Luis Tribaldos de Toledo                                                                       | |
| 1635               | Tomás Tamayo de Vargas                                                                         | |
| 1643               | Gil González de Ávila                                                                          | |
| 1658               | Antonio de León Pinelo                                                                         | |
| 1660               | Antonio de Solís y Ribadeneyra                                                                 | |
| 1686               | Pedro Fernández del Pulgar                                                                     | |
| 1698               | Luis de Salazar y Castro                                                                       | |
| 1734               | Miguel Herrero de Ezpeleta                                                                     | En 1744 Philippe V a édicté un décret royal par lequel les bureaux des chroniqueurs seraient transférés à l'Académie royale d'histoire.                                             |
| 1750               | Martín Sarmiento                                                                               | Désigné par Ferdinand VI à l'encontre du décret de 1744. Il a démissionné (il fut le seul) pour s'occuper de l'abbaye du monastère de Ripoll.                                       |
| 1755               | Académie royale d'histoire - Francisco de Ribera - Ignacio de Hermosilla - José Marcos Benito. | Les académiciens membre du conseil des Indes ont reçu le nom de « réviseurs des Indes ».                                                                                            |
| 1779               | Juan Bautista Muñoz                                                                            | Désigné par Charles III contre le décret en vigueur, ce qui motiva les protestations de l'Académie. En 1791, Muñoz fut nommé académicien en surnombre, ce qui régla les différends. |
| 1799               | Académie royale d'histoire                                                                     | |